# Havok (banda)
Havok es una banda estadounidense de thrash metal creada en 2004 en Denver, Colorado. Ha grabado cinco álbumes y un EP. Actualmente su sello discográfico es Century Media Records.

## Historia
Havok fue fundada en febrero de 2004 en Denver, Colorado, por David Sánchez, influenciado por algunas de sus bandas favoritas, como Metallica, Slayer y Megadeth, y siendo acompañado en batería por su compañero de clase Haakon Sjogren. El dúo recién conformado comenzó a buscar un guitarrista mediante la colocación de volantes callejeros en la zona de Denver, y muy rápidamente encontraron a Shawn Chávez, quién se unió a la banda. Eventualmente, completó su primera formación con Marcus Corich en bajo, y en 2004 grabó su primer demo, Thrash Can. En 2006 lanzaron de forma independiente su primer sencillo titulado Murder by Metal. En 2007 Tyler Cantrell tomó el lugar como bajista, mientras que Rich Tice entró en batería. El 19 de septiembre del mismo año, con esta nueva formación, Havok lanzó de forma independiente su primer EP, Pwn Them All.
En diciembre de 2007, Havok envió una copia de su EP y un kit de prensa a varios sellos discográficos. El EP captó la atención del sello de metal extremo Candlelight Records, y poco después la banda accedió a unirse a ellos. Havok contrató como baterista a Ryan Bloom, y en el otoño de 2008, a un nuevo bajista, Jesse De Los Santos. El 2 de junio de 2009 Havok lanzó su primer álbum de larga duración, Burn. Sin embargo, Ryan Bloom dejó la banda en abril, antes de la publicación del álbum. Para reemplazarlo, se contrató a Pete Webber. Del álbum surgieron los sencillos «Fatal Intervention» y «Scumbag in Disguise».
La banda estaba a punto de empezar una gira con Primal Fear, el 20 de mayo de 2010 en el Teatro Gramercy de Nueva York, pero el guitarrista Shawn Chávez dejó la banda el mismo día. En lugar de saltar del barco, Sánchez decidió aprenderse todos los solos, y Havok giró como trío. En septiembre, en Winchester, Virginia, Scruggs Reece se unió a la banda como nuevo guitarrista.
Después de realizar el tour de Burn, Havok volvió al estudio para grabar su segundo trabajo discográfico. El 29 de marzo de 2011 se lanzó Time Is Up. El éxito de Time Is Up ha llevado a la banda a ser telonera de bandas como Forbidden, Revocation y White Wizzard, así como invitados de Sepultura, Death Angel, Anthrax, The English Dogs, The Casualties, Goatwhore, 3 Inches of Blood, Skeletonwitch y Exhumed. En 2012 lanzó un nuevo EP titulado Point Of No Return.
Después de más de un año de gira, Havok regresó a Denver con planes de grabar su próximo álbum. Havok fue invitada para abrir la gira Dark Roots of Thrash de Testament. Jesse De Los Santos abandonó la banda por motivos personales, y en su lugar ingresó Mike Leon. Havok empezó a grabar su nuevo álbum en 2013. Este disco fue lanzado el 25 de junio, y lleva por nombre Unnatural Selection.
En 2017, lanzan su cuarto álbum de estudio, llamado “Conformicide”, que trata temas más políticos y de protesta.
En 2020, lanzan su último álbum hasta la fecha, titulado "V".
A finales de 2024 Havok lanzó un EP, llamado “New Eyes”, que contiene 4 canciones, incluyendo un cover de la canción “Eye of the Beholder”, de Metallica.

## Discografía
- Thrash Can (2004, demo)
- Murder by Metal (2006, sencillo)
- Pwn 'Em All (2007, EP)
- Burn (2009)
- Time is Up (2011)
- Point of No Return (2012, EP)
- Unnatural Selection (2013)
- Conformicide (2017)
- V (2020)
- New Eyes (2024, EP)

## Miembros
Miembros actuales
- David Sanchez - Voz/Guitarra (2004–presente)
- Reece Scruggs - Guitarra principal (2010–presente)
- Pete Webber - Batería (2010–presente)
- Brandon Bruce - Bajo (2019–2021)

Miembros anteriores
- Jesse De Los Santos - Bajo (2009-2013)
- Mike Leon - Bajo (2013-2015)
- Nick Schendzielos - Bajo (2015–2019)
- Shawn Chavez - Guitarra principal (2004-2010)